# Lignum
Lignum est l'organisme faîtier de la filière du bois en Suisse. 

## Histoire
Lignum est une association au sens des articles 60 du code civil suisse. Elle est inscrite au registre du commerce et son siège est basé à Zurich depuis sa fondation en 1961.

## Description
Lignum est constituée des associations et organisations suisses de l'économie forestière et du bois. Ses missions sont essentiellement des actions de promotion et de communication en faveur de la filière du bois sur le plan écologique, économique et social.
Lignum fait la promotion du label bois suisse,,,.

## Média
Lignum diffuse des informations techniques et réglementaires à travers des bulletins périodiques, des newsletter et des informations en continue.
Lignum est considéré comme le média principal de la filière bois en suisse.

## Prix Lignum
Lignum créé un prix national en 2009 qui consacre une réalisation en bois au niveau national tous les trois ans,,.

## Distinction Monsieur Bois
Lignum met en place une distinction annuelle pour mettre à l'honneur un acteur majeur de la filière bois.
Les récipiendaires sont :
- Jean-Louis Ducret, en 2016[12]
- Julius Natterer, en 2012[13]
- Hermann Blumer, en 2019[14]
- Francis Kurth, en 2020[15]
- Ernst Zürcher, en 2021[16].